# Talán (Csepregi Éva-dal)
A Talán című dal Csepregi Éva 2003-ban megjelent kislemeze, melynek eredetijét angol nyelven Carribean Holday címen jelentette meg 1985-ben, melyhez videóklip is készült.
A dal eredeti változata az 1985-ben megjelent Midnight című albumon szerepel. A 2003-as változat Éva Best Of Csepregi Éva - Párizsi Lány című válogatás albumán kapott helyet.

## Megjelenések
CD Maxi  Magyarország Magneoton – 5046-64340-2
1. Talán (Radio Version) 4:27 Remix – Szabó Zé
2. Talán (Album Version) 4:50 Engineer – Gresiczky Tamás
3. Talán (Sadfall Mix) 4:06 Remix – Levy T.

## Külső hivatkozások
- Hallgasd meg a dal Sadfall remixét[4]
- Élő felvétel[5]
- Dalszöveg[6]

## Feldolgozások
A dalt Komonyi Zsuzsi is előadta 2008-ban.